# Real Madrid TV
Real Madrid TV er en tv-kanal, der ejes af den spanske fodboldklub Real Madrid.
Kanalen, der i dag sendes digitalt, blev etableret i 1999. Den sendes både i en spansk, engelsk og fransk version.
Udover fodboldklubben sender kanalen også programmer om Real Madrids basketafdeling, Real Madrid Baloncesto.